# Serse
Pour les articles homonymes, voir Xerxès.
Serse (Xerxès, HWV40) est un opéra de Georg Friedrich Haendel, créé à Londres le 15 avril 1738.

## Historique et argument
Le livret est une adaptation par un librettiste non identifié de celui écrit par Silvio Stampiglia pour un opéra de Giovanni Bononcini portant le même titre. Le texte de Stampiglia était lui-même tiré de celui de Nicolò Minato mis en musique par Francesco Cavalli en 1654.
Une des dernières compositions de Haendel dans le domaine de l'opéra, Serse est considéré comme le plus « mozartien » et l'un des meilleurs qu'il ait composés. La passion s'y mêle à la farce et à la satire - en ce sens, il s'éloigne de l'opera seria typique mis au point par Apostolo Zeno et Métastase ; la folie de la nature humaine y est montrée mais jamais ridiculisée.
L'action se passe dans l'Empire perse en 480 av. J.-C. et s'inspire de l'histoire de l'empereur Xerxès Ier. Il y a cependant peu de rapports réels entre l'Histoire et le livret ou sa musique. Le rôle-titre Xerxès était chanté par un soprano castrat ; c'est généralement aujourd'hui un rôle travesti, c'est-à-dire un rôle masculin chanté par une femme à la tessiture de soprano.
Le premier air de Serse, Ombra mai fu, est un chant d'amour de Xerxès pour un arbre (Platane d'Orient) sur l'une des plus belles et célèbres mélodies de Haendel, souvent exécuté en arrangement pour orchestre. On le connaît sous le nom de « Largo de Haendel », bien qu'en fait la partition le désigne comme « larghetto ».

## Représentations
Ayant mis la dernière main à Faramondo (qu'il avait commencé à composer le 15 novembre) le 24 décembre 1737, Haendel se reposa le jour de Noël et entama l'écriture de Serse dès le lendemain. Il termina le premier acte le 9 janvier, le deuxième le 25 janvier, le troisième le 6 février ; la partition complète était prête le 14 février. 
La première représentation eut lieu à Londres le 15 avril 1738, mais sans succès. L'opéra fut retiré du programme du Haymarket Theatre après seulement 5 représentations puis oublié pendant près de 250 ans.
Un enregistrement intégral fut réalisé en 1979 par Jean-Claude Malgoire, et l'œuvre fut mise en scène dans les années 1980 par l'atelier lyrique de Tourcoing avec deux contre-ténors français, Daniel Delarue (Serse) et Henri Ledroit (Arsamene) qui furent remarquables de virtuosité et de théâtralité. Une version, chantée en anglais, fut réalisée en 1985 par l'English National Opera pour célébrer le 300e anniversaire de la naissance du compositeur. Mise en scène par Nicholas Hytner, dirigée par Sir Charles Mackerras avec Ann Murray dans le rôle-titre, Valerie Masterson en Romilda, Christopher Robson en Arsamene, et Lesley Garrett en Atalanta. Un DVD est sorti en 1995, ressortant cette production avec le même chef d'orchestre, le même plateau et édité par Arthaus Musik. Un autre enregistrement - en italien - fut réalisé en 2003 avec Anne Sofie von Otter, Elizabeth Norberg-Schulz, Sandrine Piau et les Arts Florissants sous la direction de William Christie.
En 2018, Deutsche Grammophon  a publié une nouvelle version intégrale de l'oeuvre, réunissant Il Pomo d'Oro[Qui ?] sous la direction de Maxim Emelyanichev,Vivica Genaux dans le rôle d'Arsamene,et Franco Fagioli  dans celui de Serse.

## Distribution
| Rôle     | Voix              | Première, 15 avril 1738, Haymarket, Londres Interprétation |
| -------- | ----------------- | ---------------------------------------------------------- |
| Serse    | soprano (castrat) | Gaetano Majorano (Caffarelli)                              |
| Arsamene | soprano           | Maria Antonia Marchesini (La Lucchesina)                   |
| Amastre  | contralto         | Antonia Maria Merighi                                      |
| Romilda  | soprano           | Elisabeth Duparc (La Francesina)                           |
| Atalanta | soprano           | Margherita Chimenti (La Droghierina)                       |
| Ariodate | basse             | Antonio Montagnana                                         |
| Elviro   | basse             | Antonio Lottini                                            |

## Discographie sélective
- Jean-Claude Malgoire, La Grande Écurie et la Chambre du Roy, avec Carolyn Watkinson, Paul Esswood, Barbara Hendricks, Ortrun Wenkel, Anne-Marie Rodde, Ulrik Cold, Ulrich Studer - 3 CD Sony Music (1979)
- William Christie, Les Arts florissants, avec Anne Sofie von Otter, Elizabeth Norberg-Schulz, Sandrine Piau, Lawrence Zazzo, Silvia Tro Santafé, Giovanni Furlanetto, Antonio Abete - 3 CD EMI Records (2004)